# Domaine de Sekiyado

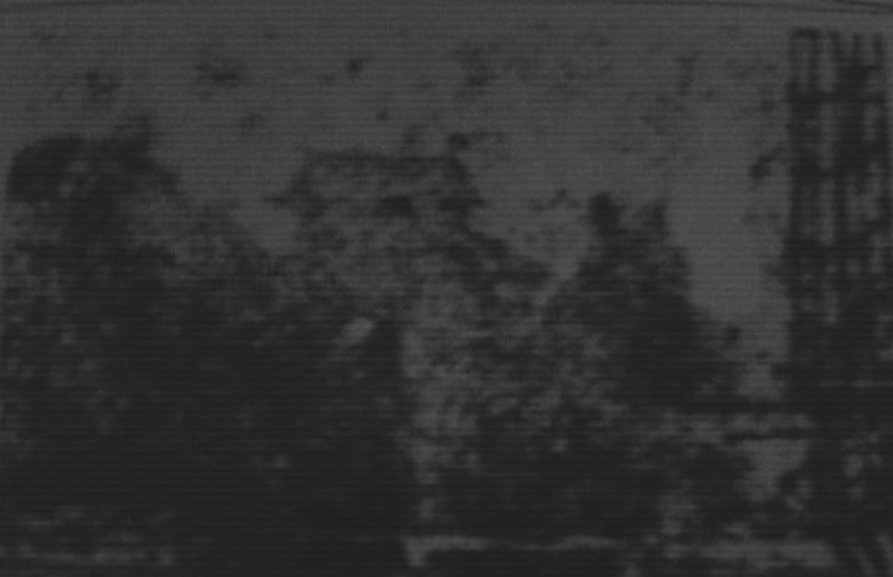
Château de Sekiyado, aux environs de 1860.

Le domaine de Sekiyado (関宿藩, Sekiyado-han) est un domaine féodal japonais de l'époque d'Edo situé dans la province de Shimōsa, la partie nord de l'actuelle préfecture de Chiba. Son quartier général se trouve au château de Sekiyado dans ce qui est à présent la ville de Noda.
Le Premier ministre et baron, Kantarō Suzuki, est le fils d'un samouraï du domaine de Sekiyado.

## Histoire
Sekiyado est situé à la confluence des rivières Tone et Edo, une position stratégique pour contrôler le trafic fluvial du nord de la région de Kantō comme les environs nord-est d'Edo. À la suite du siège d'Odawara en 1590, la région de Kantō est attribuée à Tokugawa Ieyasu qui nomme son demi-frère Yasumoto Matsudarai (Hisamatsu) daimyō de Sekiyado avec un revenu de 20 000 koku. Ses revenus sont augmentés à 40 000 koku en 1591. Le domaine passe du contrôle des Matsudaira au contrôle d'autres clans au long de son histoire. Comme signe de l'importance que le shogunat Tokugawa accorde au domaine, des vingt-deux daimyōs qui le dirigent, vingt-deux occupent le poste de rōjū et trois autres celui de Kyoto shoshidai.
À partir de 1669, avec une interruption de 1683-1705, le domaine reste entre les mains du clan Kuze. Kuze Hirochika joue un rôle important durant la période du Bakumatsu. En tant que rōjū, il s'oppose à la purge d'Ansei menée par Naosuke Ii. C'est un partisan décisif de la politique kōbu gattai de soutien au shogunat par des liens de mariage avec la famille impériale, et l'un des premiers signataires des traités mettant fin à la politique d'isolement nationale (sakoku). 
Durant la guerre de Boshin, le domaine reste officiellement un soutien du shogunat et envoie de nombreux samouraïs au shōgitai. Mais nombre de ses jeunes obligés supportent le mouvement sonnō jōi et font défection pour l'alliance Satchō. Après la bataille d'Ueno, Kuze Hironari, le dernier daimyō de Sekiyado, se soumet au nouveau gouvernement de Meiji. Il est nommé gouverneur du domaine par la nouvelle administration jusqu'à l'abolition du système han (juillet 1871) puis devient vicomte dans la nouvelle structure nobiliaire kazoku. L'ancien domaine de Sekiyado est enfin absorbé dans la nouvelle préfecture de Chiba.

## Liste des daimyōs
- Clan Matsudaira (Hisamatsu) (fudai) 1590-1616

| # | Nom                             | Dates     | Titre         | Rang                    | Revenus     |
| - | ------------------------------- | --------- | ------------- | ----------------------- | ----------- |
| 1 | Matsudaira Yasumoto (松平康元)  | 1590-1603 | Inaba-no-kami | 5e inférieur (従五位下) | 22 700 koku |
| 2 | Matsudaira Tadayoshi (松平忠良) | 1603-1616 | Kai-no-kami   | 5e inférieur (従五位下) | 22 700 koku |

- Clan Nomi-Matsudaira (fudai) 1617-1619

| # | Nom                              | Dates     | Titre         | Rang                    | Revenus     |
| - | -------------------------------- | --------- | ------------- | ----------------------- | ----------- |
| 1 | Matsudaira Shigekatsu (北条氏重) | 1617-1619 | Osumi-no-kami | 5e inférieur (従五位下) | 26 000 koku |

- Clan Ogasawara (fudai) 1619-1640

| # | Nom                             | Dates     | Titre          | Rang                      | Revenus     |
| - | ------------------------------- | --------- | -------------- | ------------------------- | ----------- |
| 1 | Ogasawara Masanobu (小笠原政信) | 1619-1640 | Saemon-no-suke | 4e inférieur (従四位下)   | 22 700 koku |
| 2 | Ogasawara Sadanobu (小笠原貞信) | 1640-1640 | Tosa-no-kami   | 5e inférieur (従五四位下) | 22 700 koku |

- Clan Go-Hōjō (tozama) 1640-1644

| # | Nom                      | Dates     | Titre        | Rang                                  | Revenus     |
| - | ------------------------ | --------- | ------------ | ------------------------------------- | ----------- |
| 1 | Hōjō Ujishige (北条氏重) | 1640-1644 | Dewa-no-kami | 4e inférieur, 5e inférieur (従五位下) | 20 000 koku |

- Clan Makino (fudai) 1644-1656

| # | Nom                         | Dates     | Titre         | Rang                                  | Revenus              |
| - | --------------------------- | --------- | ------------- | ------------------------------------- | -------------------- |
| 1 | Makino Nobushige (牧野信成) | 1644-1647 | Hizen-no-kami | 4e inférieur, 5e inférieur (従四位下) | 17 000 koku          |
| 2 | Makino Narishige (牧野親成) | 1647-1656 | Sado-no-kami  | 4e inférieur (従四位下)               | 17 000 → 27 000 koku |

- Clan Itakura (fudai) 1656-1669

| # | Nom                           | Dates     | Titre          | Rang                    | Revenus              |
| - | ----------------------------- | --------- | -------------- | ----------------------- | -------------------- |
| 1 | Itakura Shigemune (板倉重宗)  | 1656-1656 | Suo-no-kami    | 4e inférieur (従四位下) | 50 000 koku          |
| 2 | Itakura Shigesatoi (板倉重郷) | 1656-1661 | Awa-no-kami    | 5e inférieur (従五位下) | 50 000 → 45 000 koku |
| 3 | Itakura Shigetsune (板倉重常) | 1661-1669 | Yamato-no-kami | 4e inférieur (従四位下) | ?                    |

- Clan Kuze (fudai) 1669-1683

| # | Nom                       | Dates     | Titre          | Rang                | Revenus     |
| - | ------------------------- | --------- | -------------- | ------------------- | ----------- |
| 1 | Kuze Hiroyuki (久世 広之) | 1669-1679 | Yamato-no-kami | 4e inférieur (侍従) | 50 000 koku |
| 2 | Kuze Shigeyuki (久世重之) | 1679-1683 | Yamato-no-kami | 4e inférieur (侍従) | 50 000 koku |

- Clan Makino (fudai) 1683-1705

| # | Nom                        | Date      | Titre         | Rang                | Revenus              |
| - | -------------------------- | --------- | ------------- | ------------------- | -------------------- |
| 1 | Makino Narisada (牧野成貞) | 1683-1695 | Bizen-no-kami | 4e inférieur (侍従) | 53 000 → 73 000 koku |
| 2 | Makino Nariharu (牧野成春) | 1695-1705 | Bizen-no-kami | 4e inférieur (侍従) | 73 000 koku          |

- Clan Kuze (fudai) 1705-1871

| # | Nom                       | Dates     | Titre                 | Rang                    | Revenus              |
| - | ------------------------- | --------- | --------------------- | ----------------------- | -------------------- |
| 1 | Kuze Shigeyuki (久世重之) | 1705-1720 | Yamato-no-kami        | 4e inférieur (従四位下) | 50 000 koku          |
| 2 | Kuze Teruyuki (久世暉之)  | 1720-1748 | Sanuki-no-kami ; jijū | 5e inférieur (従五位下) | 50 000 → 60 000 koku |
| 3 | Kuze Hiroaki (久世広明)   | 1748-1785 | Yamato-no-kami        | 5e inférieur (従五位下) | 60 000 → 58 000 koku |
| 4 | Kuze Hiroyasu (久世広明)  | 1785-1817 | Yamato-no-kami        | 5e inférieur(従五位下)  | 58 000 → 68 000 koku |
| 5 | Kuze Hirotaka (久世広運)  | 1817-1830 | Nagato-no-kami        | 5e inférieur (従五位下) | 68 000 koku          |
| 6 | Kuze Hirochika (久世広周) | 1830-1862 | Yamato-no-kami        | 4e inférieur (従四位下) | 68 000 koku          |
| 7 | Kuze Hirofumi (久世広文)  | 1862-1868 | Oki-no-kami           | 5e inférieur (従五位下) | 68 000 → 48 000 koku |
| 8 | Kuze Hironari (久世広業)  | 1868-1871 | Néant                 | 5e inférieur (従五位下) | 48 000 koku          |

## Source de la traduction
- (en) Cet article est partiellement ou en totalité issu de l’article de Wikipédia en anglais intitulé « Sekiyado Domain » (voir la liste des auteurs).